# Vlag van Beringen
De vlag van Beringen werd door de gemeenteraad op 13 november 1980 officieel vastgesteld als de gemeentelijke vlag van de Belgisch Limburgse gemeente Beringen. Op 11 februari 1981 werd hij door het koninklijk besluit bevestigd en uiteindelijk gepubliceerd op 13 maart 1981 in het officiële Belgisch Staatsblad.
Officieel wordt de vlag beschreven als:
Tien even hoge banen van geel en van rood met op het midden de beer van het wapenschild.
De vlag is een combinatie van de twee componenten van het gemeentewapen.

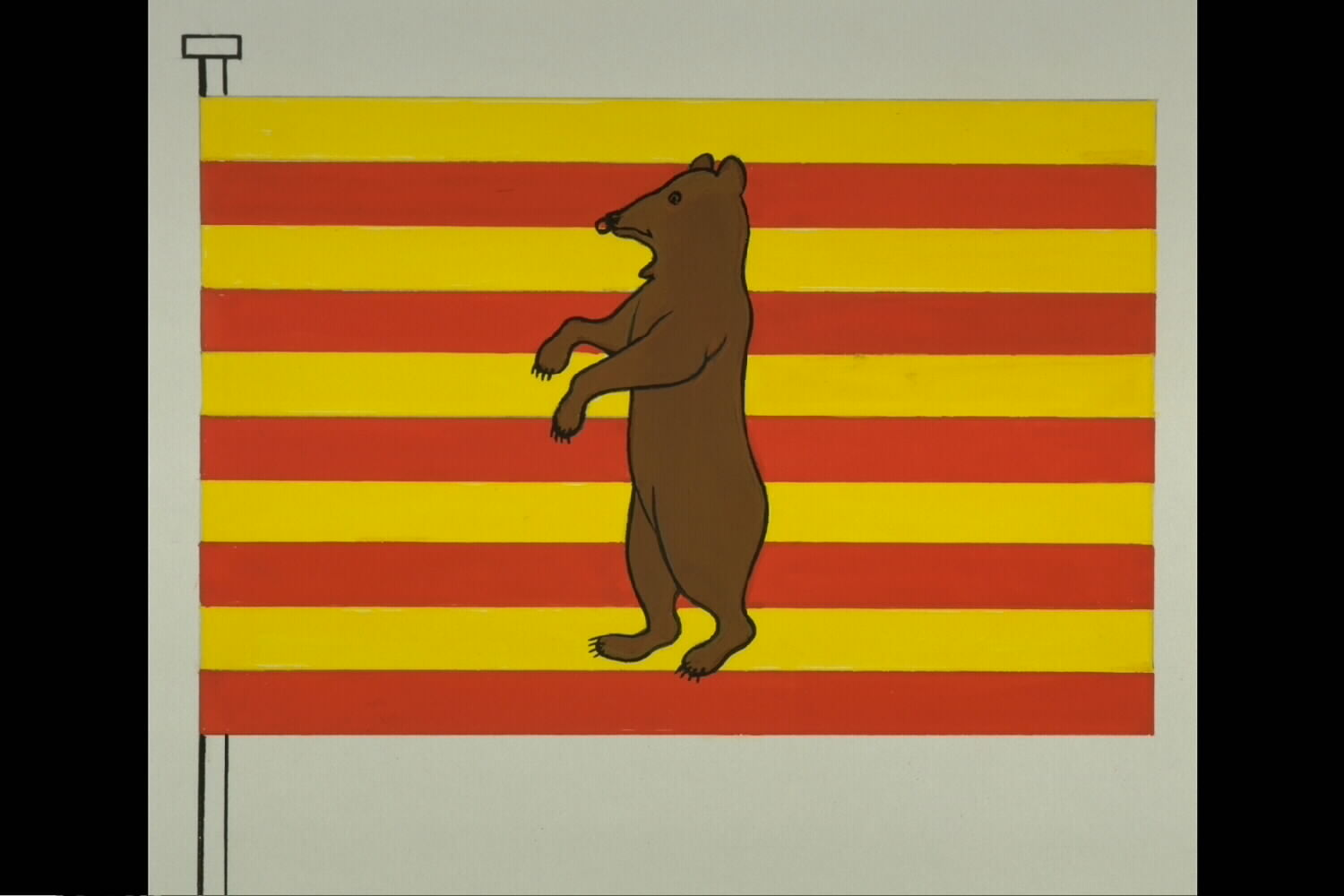
Officiële tekening van de vlag